# 後高句麗
後高句麗（ごこうくり/こうこうくり、899年 - 918年）は、後三国時代、新羅で叛乱を起こした弓裔が901年に高句麗の復興を唱えて、国号を高句麗と定めたことにちなむが、挙兵から滅亡までの弓裔政権全体を指すことが多い。

## 歴史
弓裔は、899年の挙兵当時、自分が新羅第48代景文王の庶子であることを自称し、901年には、松嶽（開城）に遷都して国号を高麗（高句麗）と定めた。904年には正式な国号を摩震（摩訶震旦の略）に改め、年号を武泰と定めて国家体制を整備する。更に905年には鉄円に遷都し、911年には国号を泰封（たいふう）に改め、年号を水徳万歳と定めた。
後高句麗は、独自の年号や官制を定めるなどし、新羅や後百済に対して優勢を占めており、弓裔は自らを弥勒菩薩と自称し仏教の神秘性を利用して権威を高めようとしたが、しだいに暴君化して部下の反発を買うようになり、918年に最も有力な部下であった王建の革命により王位を奪われて逃亡中に殺された。

## 政教
前代の新羅と同じく、仏教が重要視された。また、国王の弓裔も自らを民衆を導く救世主「弥勒菩薩の化身」と称し、仏教の神秘性を利用して権威を高めようとした。もともと、弓裔は新羅国の王子でありながら王室から見捨てられ、家を出てから世達寺（現在の江原特別自治道寧越郡にあったと推定されている）に入り、僧侶になって善宗と称した経験があるため、自らは仏教の興隆に熱心であったとされている。例えば、仏教の一部の法律を改正させたりした。